# 伍鎧
伍鎧（？年—？年），字文衛，號鴻山，福建泉州府晋江县人，軍籍。明朝政治人物。

## 生平
正德十四年（1519年）己卯科福建鄉試舉人，嘉靖五年（1526年）丙戌科第三甲第三十八名進士。授高淳县知县，历官户部郎中、南京光禄寺少卿，嘉靖二十四年四月以考察降调。贬湖廣德安府随州知州。